# پیتر زیلر
پیتر زیلر (انگلیسی: Peter Zeiler؛ زادهٔ ۸ اکتبر ۱۹۷۰) بازیکن فوتبال اهل آلمان است.
از باشگاه‌هایی که در آن بازی کرده‌است می‌توان به باشگاه فوتبال مونیخ ۱۸۶۰ اشاره کرد.